# زوبکی
زوبکی (به لهستانی:  Zubki) یک روستا در لهستان است که در گمینا گرودک واقع شده‌است. زوبکی ۹۰ نفر جمعیت دارد.